# ويليام إتش. إتش. ليويلين
ويليام إتش. إتش. ليويلين هو محامي وسياسي أمريكي، ولد في 9 سبتمبر 1851، وتوفي في 11 يونيو 1927. نشط حزبياً في الحزب الجمهوري. وقد انتخب عضو مجلس نواب نيومكسيكو ‏.